# Honeysuckle Weeks
Honeysuckle Hero Susan Weeks (Cardiff, 1 augustus 1979) is een Britse televisie- en filmactrice.
Weeks groeide op in Chichester, West Sussex. Haar ouders noemden haar Honeysuckle (kamperfoelie) omdat tijdens haar geboorte deze bloemen net in bloei stonden. Zij is de oudere zus van acteur Rollo en actrice Perdita. 
Sinds 1993 trad zij op in talloze televisieseries. Haar bekendste rol is die van Samantha (Sam) Stewart in de serie Foyle's War met Michael Kitchen in de hoofdrol. Zij speelde de 'chauffeur' van inspecteur Foyle.

## Filmografie
- The Five (2016) - Laura Marshall
- Lewis - Magnum opus (2015) - Carina
- The Wicker Tree (2011) - Lolly
- Inspector Lynley Mysteries (1 aflevering) - Know Thine Enemy (2007) - Tania Thompson
- Where the Heart Is (1 afl.) - Don't Look Back in Anger (2006) - Carly
- Agatha Christie: Poirot (1 afl.) - Cards on the Table (2005) - Rhoda Dawes
- Foyle's War (28 afl.) - (2002-2015) - Samantha Stewart
- Casualty (1 afl.) - Phoenix (2000) - Diane Gibson
- Midsomer Murders (1 afl.) - Blood Will Out (1999) - Fleur Bridges
- The Wild House (18 afl.) - (1997-1998) - Serena
- The Bill (2 afl.) - Deadline (1995) - Lucy Dean - Cuckoo (1996) - Deborah White
- Ruth Rendell Mysteries: The Orchard Walls (1998) - Jenny
- Ruth Rendell Mysteries: The Strawberry Tree (1994) - jonge Petra Sunderton

## Nominatie
In 2004 werd Weeks genomineerd als de "Most Popular Newcomer" categorie bij de resultaten van de National Television Awards.